# Castell de Santa Cruz
El castell de Santa Cruz és un castell situat a O Porto de Santa Cruz, al municipi gallec d'Oleiros. Es troba a l'illa de Santa Cruz i va servir per defensar en diverses ocasions la ria de la Corunya.

## Història
Les obres de construcció es van iniciar el 1594 o 1595, essent capità general de Galícia Diego das Mariñas, seguint els plànols de l'enginyer militar Pedro Rodríguez Muñiz. Al segle xviii es va completar amb nous baluards, pavellons i ampits, amb Martín Cermeño com a capità general.
Després de perdre el seu valor estratègic i ser abandonat, el castell va ser comprat per José Quiroga Pérez de Deza, marit d'Emilia Pardo Bazán, per construir-hi una residència estival. La seva filla, Blanca Quiroga, va decidir donar-lo a l'exèrcit el 1939 per ser utilitzat com a casa de colònies d'estiu d'orfes de guerra. Aquest va ser el seu ús fins al 1978, quan va tornar a quedar desocupat.
El 1989, l'ajuntament d'Oleiros va adquirir el castell per dedicar-lo a l'educació ambiental. El 2001 es va fundar allà el CEIDA, fruit d'un conveni de col·laboració entre la Conselleria de Medi Ambient, Territori i Infraestructures, la Universitat de la Corunya i l'ajuntament d'Oleiros.

## Galeria d'imatges

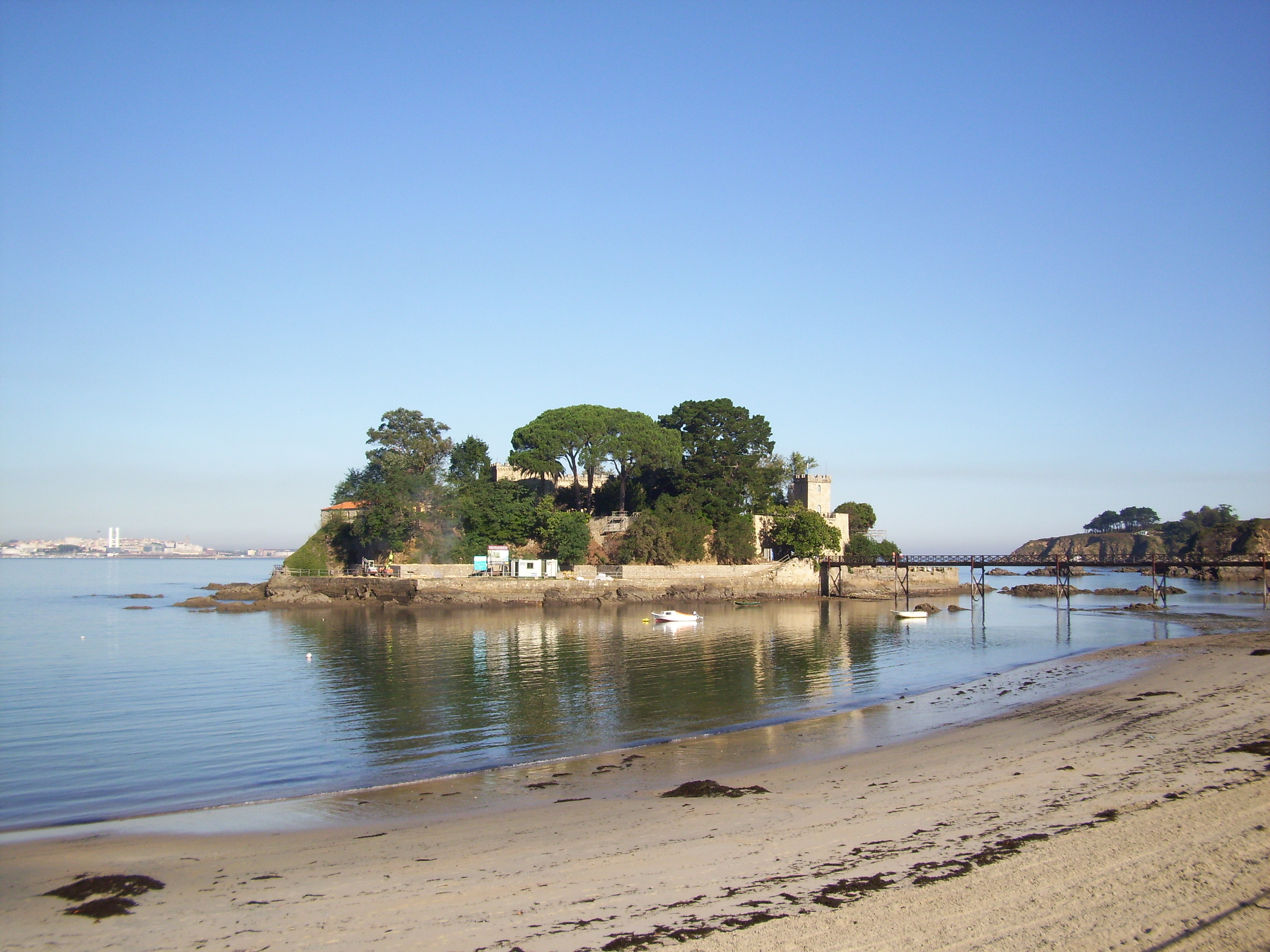
La platja de Portocovo i el castell
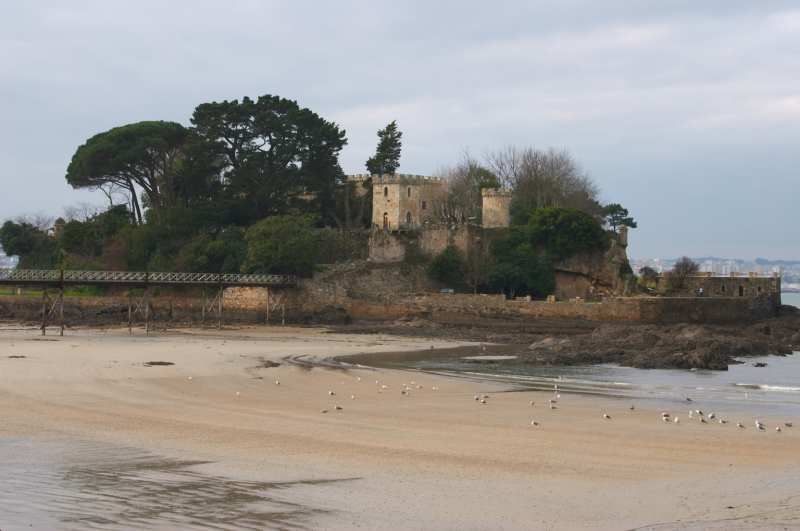
El castell amb marea baixa
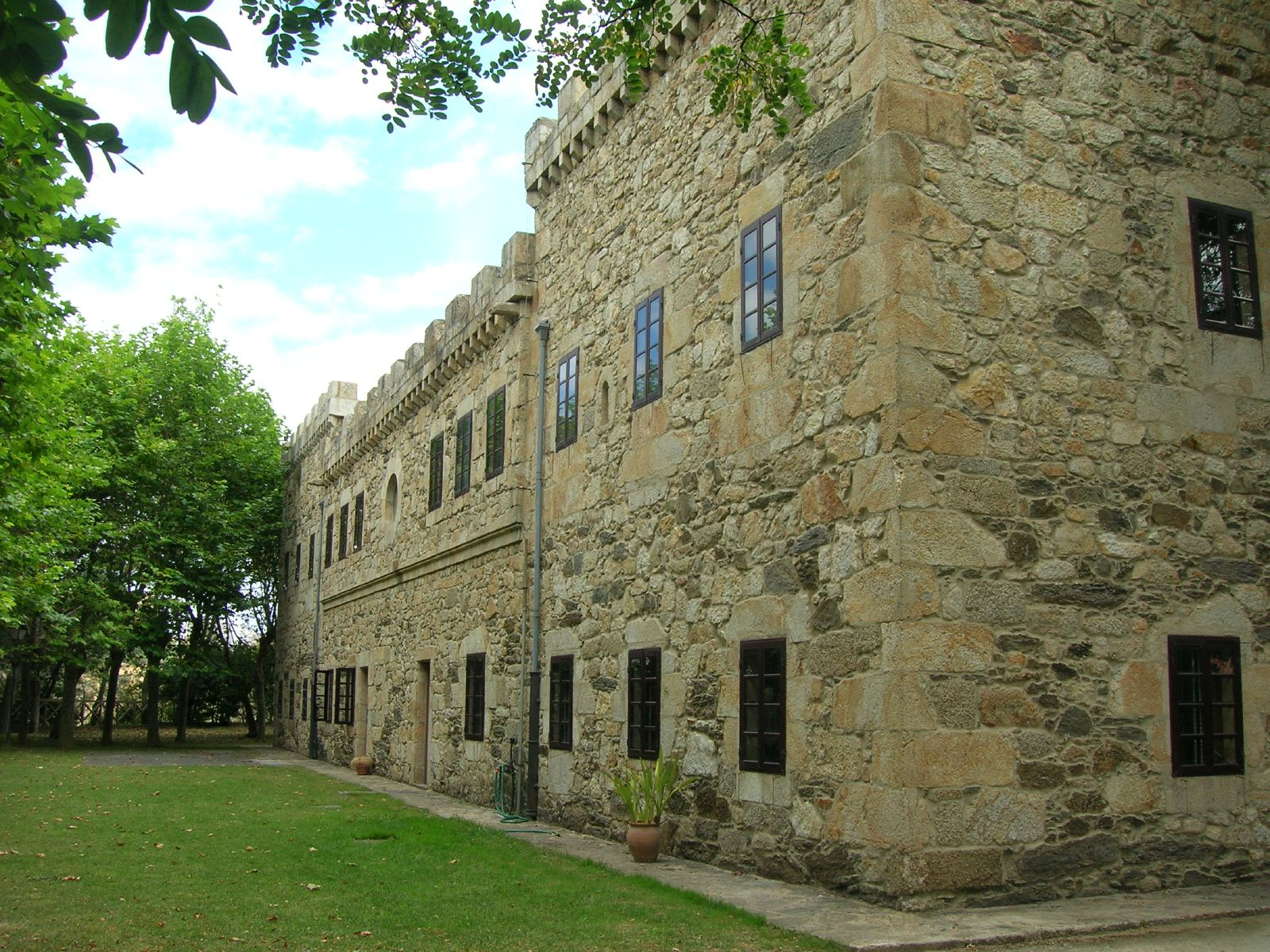
Façana posterior
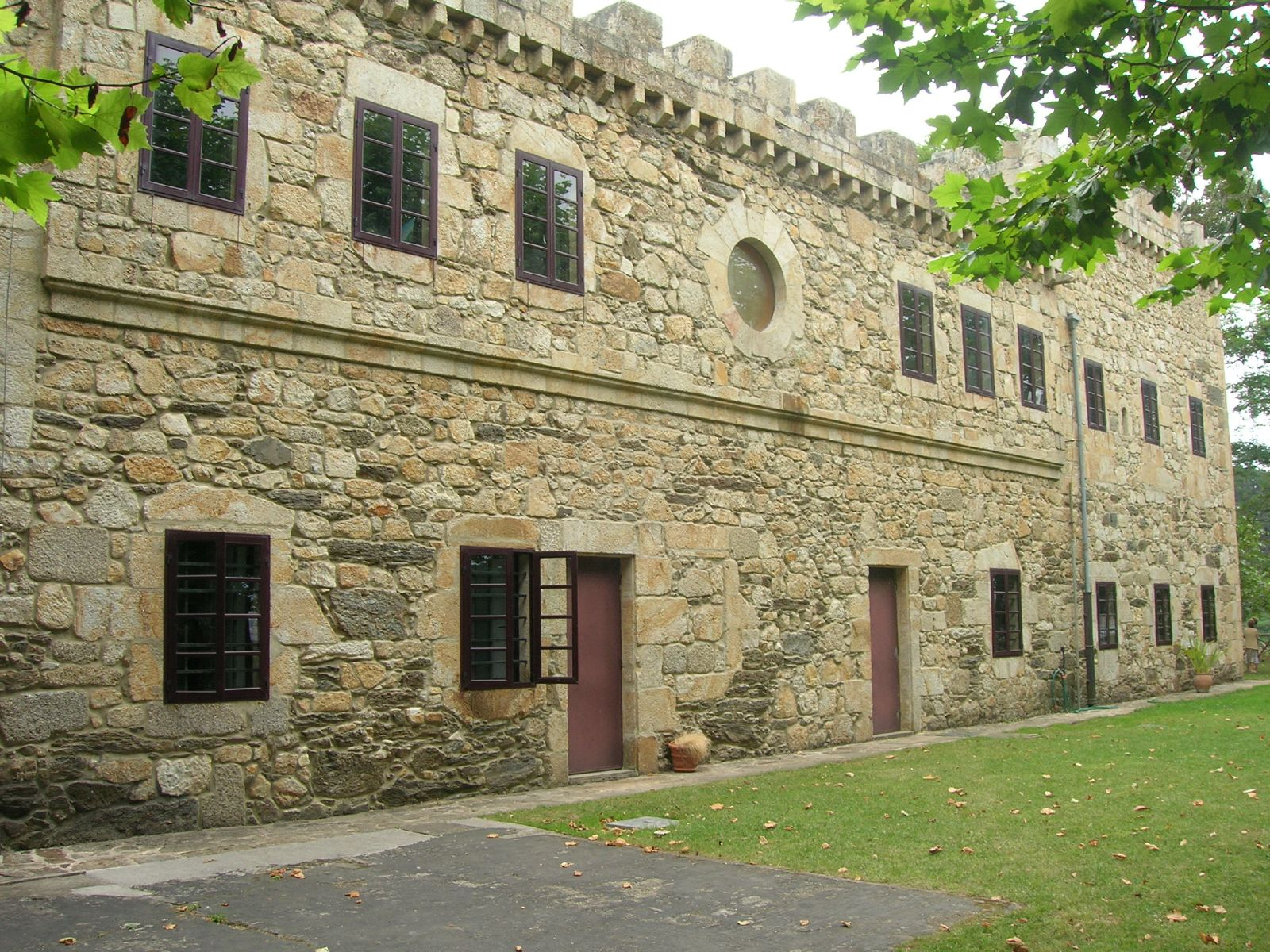
Façana posterior
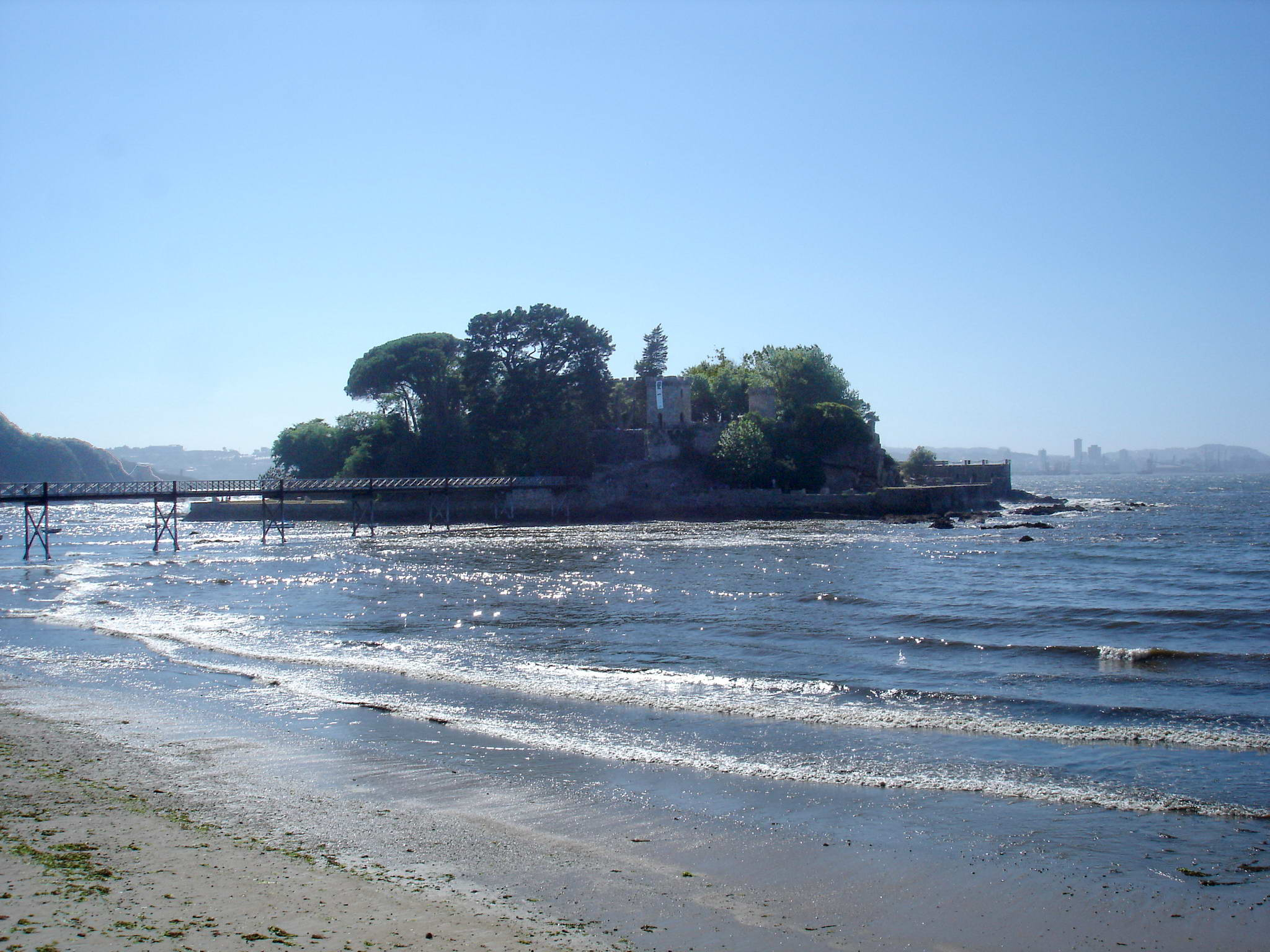
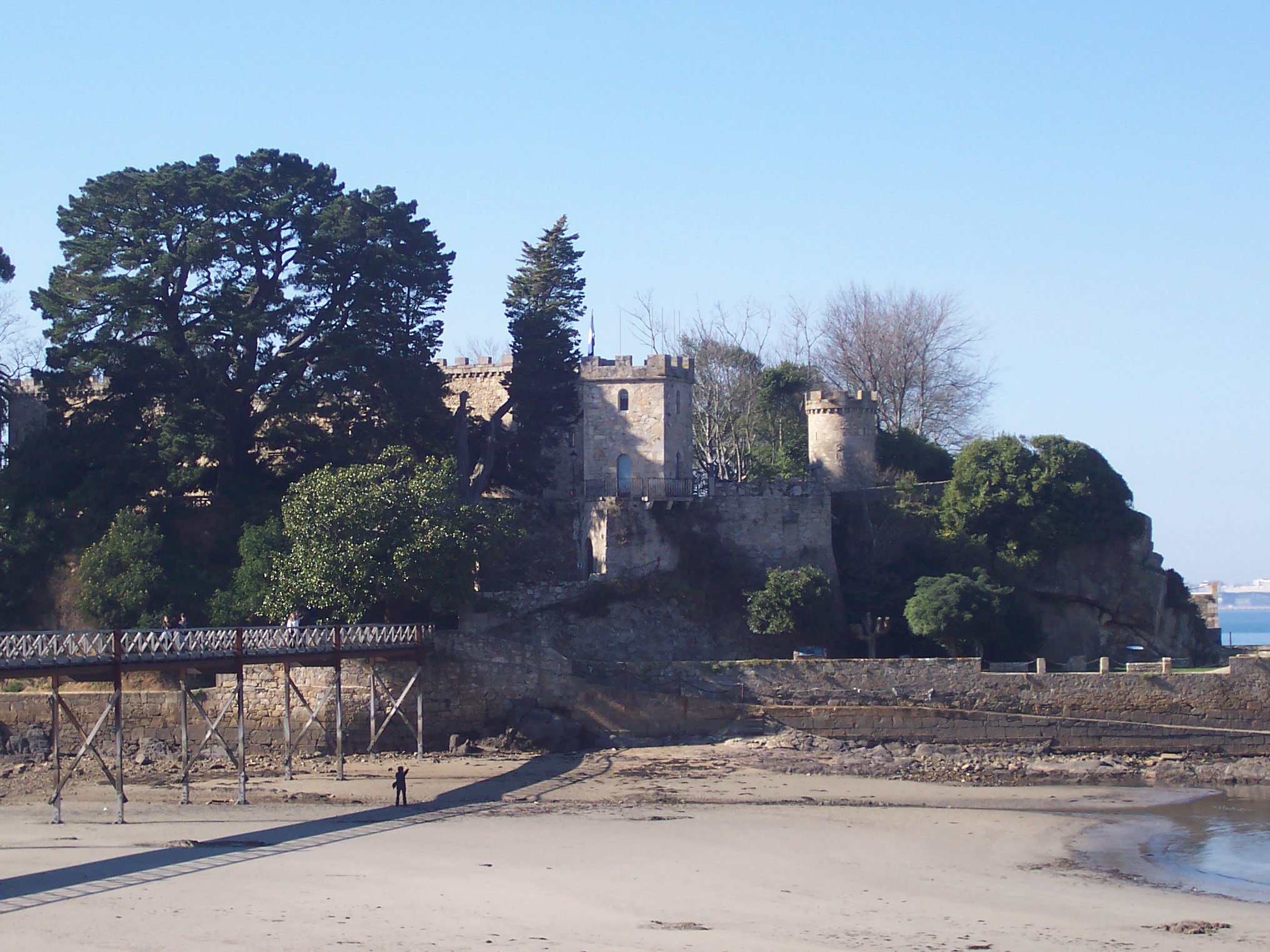
Torres del castell
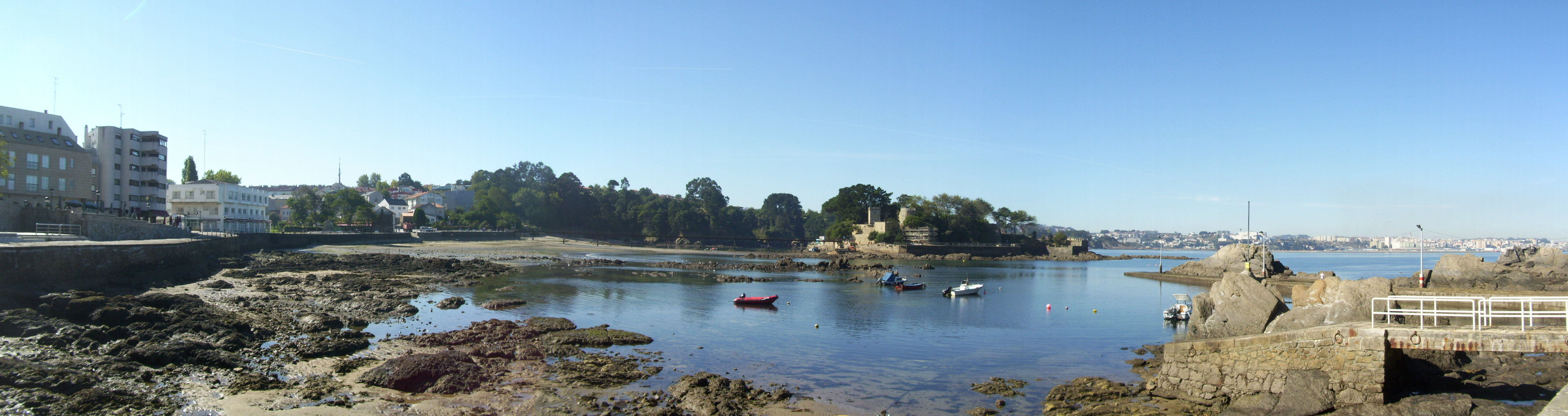
O Porto de Santa Cruz amb marea baixa
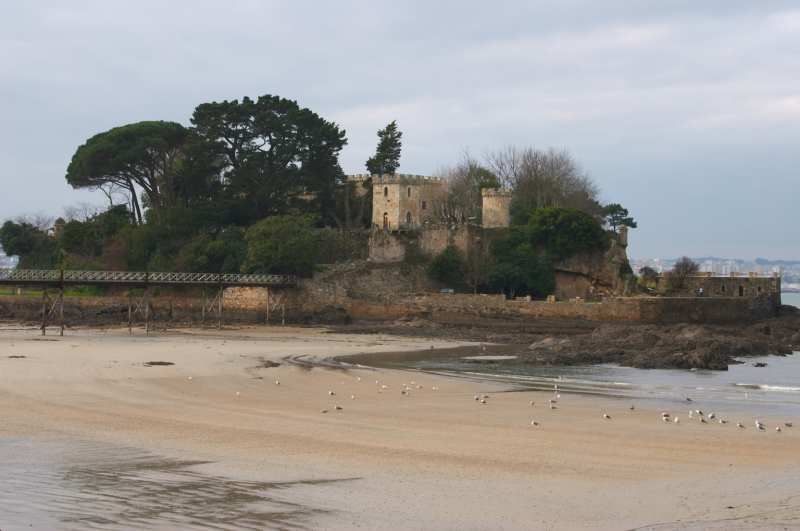
El castell